# Sil·là
Sil·là (en hebreu צִלָּה Tselah) era, segons el Gènesi, la segona muller de Lèmec amb qui engendrà Tubal-Caín i Naamà.